# Message-ID
Message-ID es un identificador único para un mensaje digital. Es el GUID usado en correo electrónico y grupos de noticias.
Los Message-IDs deben tener un formato específico, en el que parte sea la dirección de correo electrónico (aunque se ha descubierto que Microsoft Outlook genera IDs inválidos con tres partes) y que sea único globalmente. Es decir, dos mensajes diferentes nunca deberán tener el mismo Message-ID. Una técnica común usada por muchos sistemas de mensajes es usar una marca de hora y fecha junto con el nombre de dominio del cliente, por ejemplo, 950124.162336@ejemplo.com.